# Beresina o Los últimos días de Suiza
Beresina o Los últimos días de Suiza (en alemán: Beresina oder Die letzten Tage der Schweiz) es una película de comedia satírica de humor negro de 1999 del director suizo Daniel Schmid. Narra la historia de Irina, una prostituta rusa que llega a Suiza, cuyo inocente intento de vivir la buena vida allí desencadena un golpe de Estado no deseado en el país. El título Beresina hace referencia a la Beresinalied, una canción patriótica utilizada como código para iniciar el golpe.
La película es una comedia negra donde se satirizan todos los aspectos de la vida suiza en anécdotas. La heroína trata con un oficial P-26 retirado que aparece como su falso "patrocinador" y varios pervertidos sexuales en la cima de la jerarquía social suiza. Sus actitudes hacia los  inmigrantes también se describen irónicamente. Incluso la identidad nacional y la historia moderna de Suiza son caricaturizadas en las secuencias del primer golpe de estado del país. La película culmina con la coronación de Irina como Reina de Suiza.
Beresina se proyectó en la sección Un Certain Regard del Festival de Cine de Cannes de 1999 .

## Reparto
- Yelena Panova como Irina
- Geraldine Chaplin como Charlotte De
- Martin Benrath como Alt-Divisionär Sturzenegger
- Ulrich Noethen como Dr. Alfred Waldvogel
- Iván Darvas como director Vetterli
- Marina Confalone como Benedetta Hösli
- Stefan Kurt como Claude Burki
- Hans-Peter Korff como Nationalrat Tschanz
- Joachim Tomaschewsky como Alt Bundesrat von Gunten
- Ulrich Beck como Emil Hofer
- Ivan Desny como Rudolf Stauffacher
- Peter Simonischek como Fritz Ochsenbein
- Hilde Ziegler como Frau Vetterli

## Recepción
La película fue elogiada por Variety, donde Schmid "aplica su perverso sentido del humor" para crear una "farsa sociopolítica divertida que asa a casi todos los que están en el poder". La reseña también explicó cómo Schmid usa "el humor negro para exponer a la alta sociedad suiza como una fachada hipócrita que oculta secretos desde el lavado de dinero hasta el proxenetismo, con los bancos involucrados en absolutamente todo".